# Ron Arad (Pilot)

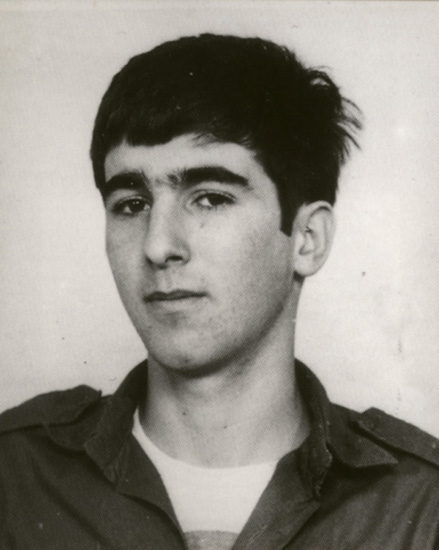
Ron Arad

Ron Arad (hebräisch רון ארד; geboren am 5. Mai 1958 in Hod haScharon, gestorben wahrscheinlich 1988) war ein Waffensystemoffizier der israelischen Luftwaffe. Seit dem Absturz seines Flugzeugs im Jahre 1986 bei Sidon (Libanon) gilt er als verschollen. Wahrscheinlich starb er 1988.

## Leben
Arad trat 1978 in die Israelischen Verteidigungsstreitkräfte ein und wurde zum Waffensystemoffizier ausgebildet. 1985 begann er ein Studium des Chemieingenieurwesens in Haifa. Arad ist verheiratet und hat eine Tochter, die erst 15 Monate alt war, als ihr Vater gefangen genommen wurde.

## Absturz
Am 16. Oktober 1986 stürzte er während eines Angriffs auf Stellungen der PLO an Bord einer F-4 Phantom II über Sidon ab. Eine zu früh explodierende Bombe beschädigte das eigene Flugzeug und machte seinen Ausstieg mit dem Schleudersitz erforderlich. Pilot Jischai Aviram konnte sich in Sicherheit bringen, indem er sich in einer dramatischen Aktion an den Landekufen eines israelischen Helikopters festhielt. Arad dagegen wurde von der schiitischen Amal-Miliz gefangen genommen, die damals unter der Leitung von Nabih Berri stand, der später Parlamentspräsident des Libanon wurde. Mit ihm verhandelte Israels Regierung monatelang über Mittelsmänner erfolglos über die Freilassung. In der Folgezeit war Arad Gegenstand von Verhandlungen zwischen Israel und der Hisbollah unter Beteiligung des deutschen Bundesnachrichtendienstes.

## Verbleib
Israel nahm als Reaktion mehrere Mitglieder der Amal gefangen, darunter deren Führungsperson Mustafa Dirani im Jahr 1994. In Verhören gab dieser an, Arad zunächst in einem kleinen Dorf in der Bekaa-Ebene versteckt gehalten zu haben. 1988 habe er ihn an die iranischen Revolutionsgarden übergeben, die ihn wahrscheinlich in den Iran verschleppten. Im Februar 1995 erklärte der damalige israelische Premierminister Jitzchak Rabin, dass deutsche Unterhändler mit dem Iran über eine Freilassung Arads verhandelt hätten, jedoch keine Einigung erzielten.
Hassan Nasrallah, Chef der Hisbollah, erklärte 2006 gegenüber libanesischen Reportern, dass Arad höchstwahrscheinlich tot und seine Leiche verschwunden sei. Die Hisbollah habe nach seinen Überresten gesucht und auch menschliche Knochen an Israel übergeben; anhand von DNA-Analysen habe es sich jedoch herausgestellt, dass es sich nicht um Arad handelte. Diese Darstellung veröffentlichte die Hisbollah 2008 in einem Bericht, dem zufolge Arad entweder sofort nach seiner Gefangennahme oder 1988 bei einem Fluchtversuch erschossen worden sei. Eine Verschleppung in den Iran wird in dem Bericht nicht erwähnt. Bereits im Oktober 2007 übergab die Hisbollah der israelischen Regierung einen von Arad vermutlich 1986 geschriebenen Brief.
2009 kam ein geheimer Bericht an die Öffentlichkeit, der von einem mit dem Fall betrauten Komitee der israelischen Armee erstellt worden sein soll. Danach sei Arad Anfang der 1990er Jahre schwer erkrankt in den Libanon zurückgeschafft worden und dort zwischen 1993 und 1997, vermutlich 1995, gestorben.
Ein gemeinsamer Bericht des Mossad und des militärischen Nachrichtendienstes der israelischen Streitkräfte kam 2016 zu dem Schluss, dass Arad wahrscheinlich bereits 1988 starb. Arad war bereits 2008 in Israel für tot erklärt worden.